# Conseil de quartier
Pour les articles homonymes, voir quartier (ville).
Les conseils de quartier sont, en France, des structures associant des habitants d'une grande ville à la gestion municipale. 
Les conseils de quartier ont été créés par la loi du 27 février 2002, dite loi Vaillant, relative à la démocratie de proximité, dont les dispositions sont codifiées à l'article L. 2143-1 du code général des collectivités territoriales.
Cette loi pose l'obligation pour les communes de plus de 80 000 habitants de créer un ou plusieurs conseils de quartier dont le rôle est de développer la participation citoyenne. 

## Création
Les conseils de quartier existent obligatoirement dans les communes de plus de 80 000 habitants. Leur création est facultative dans les communes de 20 000 à 80 000 habitants. La ville de Versailles a été pionnière dans ce domaine avec la création de conseils de quartier dès 1977.
La composition, les modalités de fonctionnement et les compétences de ces instances ne sont pas précisées par la loi du 27 février 2002, mais fixées par le conseil municipal. Les conseils de quartier disposent d'un budget de fonctionnement et d'un budget d'investissement (ou fonds de participation des habitants).
Dans chaque commune soumise à l'obligation de création d'un conseil de quartier, le maire peut décider que le conseil citoyen prévu à l'article 7 de la loi no 2014-173 du 21 février 2014 de programmation pour la ville et la cohésion urbaine se substitue au conseil de quartier.
Au 15 septembre 2009, 1552 conseils de quartier sont mis en place et 731 postes d'adjoints de quartier ont été institués.

## Fonctionnement
De manière générale, on trouve au sein des conseils de quartiers des élus municipaux, des personnalités représentatives, des associations et des habitants. La désignation des membres de conseils de quartier dépend des communes. Certaines peuvent faire appel au volontariat, d'autres les désignent, éventuellement par tirage au sort (sur les listes électorales ou sur la base de candidature). Selon les communes, les élus ont un rôle plus ou moins fort à jouer. 
Par exemple :  
A Paris : Une délibération du Conseil de Paris de juillet 2002 a décidé la création de 122 conseils de quartier. C’est le maire d’arrondissement qui a la charge de la gestion et de l’organisation des conseils de quartier de son arrondissement. Leur organisation, leur composition et leur mode de fonctionnement diffèrent donc d’un arrondissement à un autre. 
A Lille ou à Nantes : le conseil de quartier est présidé par un élu membre du conseil municipal. 
A Grenoble : un modèle entre les conseils de quartier citoyens et le conseil de quartier a été créé sous la forme de Conseils citoyens indépendants.
Au Mans : le conseil des quartiers est constitué de deux collèges. Celui des habitants, qui regroupe des volontaires et des personnes tirées au sort. Celui des associations. Le président d'un conseil des quartiers est élu pour un mandat de six ans, calqué sur le mandat municipal. Il est secondé d'un vice-président désigné parmi les animateurs des commissions.
Rennes : un groupe de coanimateur anime avec la ville et l'élu le conseil de quartier. L'ACQ (Assemblée des Conseils de Quartier) regroupe des membres de chaque conseil de quartier pour dialoguer avec la ville.

## Rôle
Les conseils de quartier peuvent être consultés par le maire et formuler des propositions sur toute question concernant le quartier ou la ville. Le maire peut également les associer à l’élaboration, à la mise en œuvre et à l’évaluation des actions intéressant le quartier, en particulier celles menées au titre de la politique de la ville. Le conseil de quartier n'a pas de pouvoir de décision. C'est donc un relais entre les services de la mairie et la population du quartier, sans en être un représentant, ni de l'un, ni de l'autre.
Toutefois, les compétences reconnues aux conseils de quartiers peuvent varier d'une commune à l'autre. La ville d'Arcueil reconnait aux assemblées de quartiers le droit de demander l’inscription d’une question à l’ordre du jour du conseil municipal. Plus exactement, il existe à Arcueil un droit de pétition, qui permet à 200 signataires - un seuil faible pour une ville d'environ 20 000 habitants - d'inscrire une question à l'ordre du jour du conseil municipal. Si les assemblées de quartier sont un vecteur potentiel pour l'organisation de ce droit de pétition, sa mise en œuvre n'est pas forcément liée à ces instances de quartier.
Le conseil de quartier est un lieu d'information, de débats et de réflexions sur la vie de quartier et les projets d’aménagement et d'amélioration. Il s'occupe notamment des questions relevant de la politique de la ville.
Le conseil de quartier est force de proposition et peut ainsi, à Paris, soumettre des propositions au Conseil d’arrondissement dont il dépend, celui-ci prenant la décision de l’accepter ou non et de le redistribuer vers les autorités compétentes, en fonction du domaine d’action en jeu.[réf. nécessaire]

## Critique
Les conseils de quartiers sont régulièrement critiqués pour leur manque d'indépendance et la concurrence qu'ils feraient aux associations de quartiers, notamment les comités de quartier.
Les conseils de quartier sont souvent uniquement consultatifs et vus comme « occupationnels » : les multiples commissions de travail auraient peu de réalisations concrètes, puisqu'il ne s'agirait que de « commission extra-municipales », verrouillées par la mairie et considérées comme concurrentes des associations de citoyens.   
Depuis 2002, l'activité des conseils de quartier connait par ailleurs un véritable reflux, caractérisée notamment par une très grande difficulté à attirer de nouvelles personnes
Dans les conseils de quartier parisiens, le nombre d'inscrits - et qui plus est de participants réels - a ainsi très fortement diminué. Malgré une vaste opération de renouvellement des conseils de quartier depuis les élections municipales de 2014, la Ville de Paris n'est pas encore arrivée à enrayer ce problème.
Un rapport de 2017 présenté au sénat précise que « La création des conseils citoyens a pu créer une certaine confusion pour certains conseils de quartier qui ont eu le sentiment d'un manque de reconnaissance ». Les rapporteures estiment « qu'éviter la concurrence entre les conseils citoyens et les conseils de quartier est un enjeu majeur pour ne pas décourager les habitants siégeant dans chacune de ces instances et pour éviter d'épuiser les équipes techniques qui, à devoir se démultiplier dans les différentes instances, risquent de ne plus être en mesure de répondre aux attentes des habitants ».